# Toronto Blueshirts
Toronto Blueshirts (oficiálním názvem: Toronto Hockey Club) byl profesionální kanadský klub ledního hokeje, který sídlil v Torontu v provincii Ontario. V letech 1912–1917 působil v profesionální soutěži National Hockey Association. Své domácí zápasy odehrával v hale Mutual Street Arena s kapacitou 7 500 diváků. Hlavní klubovou barvou byla modrá.

## Úspěchy
- Vítěz Stanley Cupu ( 1× )
  - 1914

## Umístění v jednotlivých sezonách
Stručný přehled
Zdroj: 
- 1912–1917: National Hockey Association

Jednotlivé ročníky
Zdroj: 
Legenda: Z - zápasy, V - výhry, VP - výhry v prodloužení, R - remízy, P - porážky, PP - porážky v prodloužení, VG - vstřelené góly, OG - obdržené góly, +/- - rozdíl skóre, B - body, KPW - Konference Prince z Walesu, CK - Campbellova konference, ZK - Západní konference, VK - Východní konference, fialové podbarvení - reorganizace, změna skupiny či soutěže
| Kanada (1912 – 1917) |                   |        |                                             |                                             |                                             |                                             |                                             |                                             |                                             |                                             |                                             |                                             |        |          |
| Sezóny               | Liga              | Úroveň | Z                                           | V                                           | VP                                          | R                                           | PP                                          | P                                           | VG                                          | OG                                          | +/-                                         | B                                           | Pozice | Play-off |
| 1912/13              | NHA               | –      | 20                                          | 9                                           | –                                           | 0                                           | –                                           | 11                                          | 86                                          | 95                                          | -9                                          | 18                                          | 3.     | –        |
| 1913/14              | NHA               | –      | 20                                          | 13                                          | –                                           | 0                                           | –                                           | 7                                           | 93                                          | 65                                          | +28                                         | 26                                          | 1.     | Vítěz SC |
| 1914/15              | NHA               | –      | 20                                          | 8                                           | –                                           | 0                                           | –                                           | 12                                          | 66                                          | 84                                          | -18                                         | 16                                          | 4.     | –        |
| 1915/16              | NHA               | –      | 24                                          | 9                                           | –                                           | 1                                           | –                                           | 14                                          | 97                                          | 98                                          | -1                                          | 19                                          | 5.     | –        |
| 1916/17              | NHA (1. polovina) | –      | 10                                          | 5                                           | –                                           | 0                                           | –                                           | 5                                           | 50                                          | 45                                          | +5                                          | 10                                          | 4.     | –        |
| 1916/17              | NHA (2. polovina) | –      | Klub se druhé poloviny soutěže nezúčastnil. | Klub se druhé poloviny soutěže nezúčastnil. | Klub se druhé poloviny soutěže nezúčastnil. | Klub se druhé poloviny soutěže nezúčastnil. | Klub se druhé poloviny soutěže nezúčastnil. | Klub se druhé poloviny soutěže nezúčastnil. | Klub se druhé poloviny soutěže nezúčastnil. | Klub se druhé poloviny soutěže nezúčastnil. | Klub se druhé poloviny soutěže nezúčastnil. | Klub se druhé poloviny soutěže nezúčastnil. | –.     | –        |